# Wolfgang Kirsch (Manager)
Wolfgang Kirsch (* 19. März 1955 in Bensberg) ist ein deutscher Manager. Er war vom 15. September 2006 bis zum 31. Dezember 2018 Vorstandsvorsitzender der DZ Bank AG.

## Werdegang
Der Sohn des Sportfunktionärs August Kirsch begann seine berufliche Karriere 1975 mit einer Banklehre bei der Deutschen Bank und leistete seinen Wehrdienst als Reserveoffizier ab.
Von 1977 bis 1981 studierte er Betriebswirtschaftslehre an der Universität Köln mit dem Abschluss Diplom-Kaufmann. Von 1981 bis 2002 war er für die Deutsche Bank in Viersen, Düsseldorf, Singapur und Frankfurt am Main tätig, zuletzt als Managing Director im Bereich ‚Corporate und Investment Banking‘.
Seit April 2002 war Kirsch für die DZ Bank in Frankfurt am Main als Vorstandsmitglied tätig. Im Oktober 2005 wurde er zum stellvertretenden Vorsitzenden des Vorstands der DZ Bank ernannt. Vom 15. September 2006 bis 31. Dezember 2018 war Kirsch Vorsitzender des Vorstands. Unter seiner Ägide erfolgte zum 1. August 2016 die Fusion der beiden Zentralinstitute DZ BANK und WGZ BANK zur DZ BANK. Bis Ende 2018 stand Kirsch dem fusionierten Institut als Vorstandsvorsitzender vor.
Seit 2023 ist Kirsch Vorsitzender des Aufsichtsrats der B. Metzler seel. Sohn & Co. Aktiengesellschaft, zuvor war er dort bereits stellvertretender Aufsichtsratsvorsitzender.
Kirsch ist verheiratet und hat zwei erwachsene Kinder.

## Auszeichnungen
- Raiffeisen/Schulze-Delitzsch-Medaille in Gold – Im November 2018 hat der Deutsche Raiffeisenverband (DRV) Wolfgang Kirsch mit der Raiffeisenmedaille ausgezeichnet. Sie ist die höchste Auszeichnung des DRV und wird an maximal 30 lebende Personen vergeben.[6]
- McCloy Award – Im Juni 2017 hat der American Council on Germany Wolfgang Kirsch in New York den John McCloy Award verliehen.
- European Banker of the Year 2013 – Im Jahr 2014 erhielt Wolfgang Kirsch die Auszeichnung „European Banker of the Year 2013“.[7]

## Mandate
Kirsch ist Vorsitzender des Aufsichtsrates der Fresenius Management SE sowie der Fresenius SE & Co. KGaA, Vorsitzender des Aufsichtsrats der B. Metzler seel. Sohn & Co. Holding AG, Mitglied im Beirat der Adolf Würth GmbH & Co. KG, Vorsitzender des Beraterkreises der Fraport AG sowie Mitglied im Stiftungsrat der Stiftung Marktwirtschaft und Vorsitzender der Administration des Städel Museum.